# Canal Major
Le Canal Major (en catalan : Sèquia Major) est un site d'importance communautaire situé dans la province de Tarragone, communauté autonome de la Catalogne, en Espagne. La réserve naturelle couvre une superficie de 54 ha et a été approuvée en décembre 1997 LIC. Il est un petit site du Plan pour les zones d'intérêt naturel ou Pein et fait partie du réseau Natura 2000 comprend un canal à environ un kilomètre de longueur qui a l'intérêt d'être un échantillon résiduel du reste des anciennes terres humides ainsi que deux zones inondables, l'un à l'extrémité sud-ouest du canal et l'autre dans le nord, est situé dans la ville de Vila-seca.

## Galerie

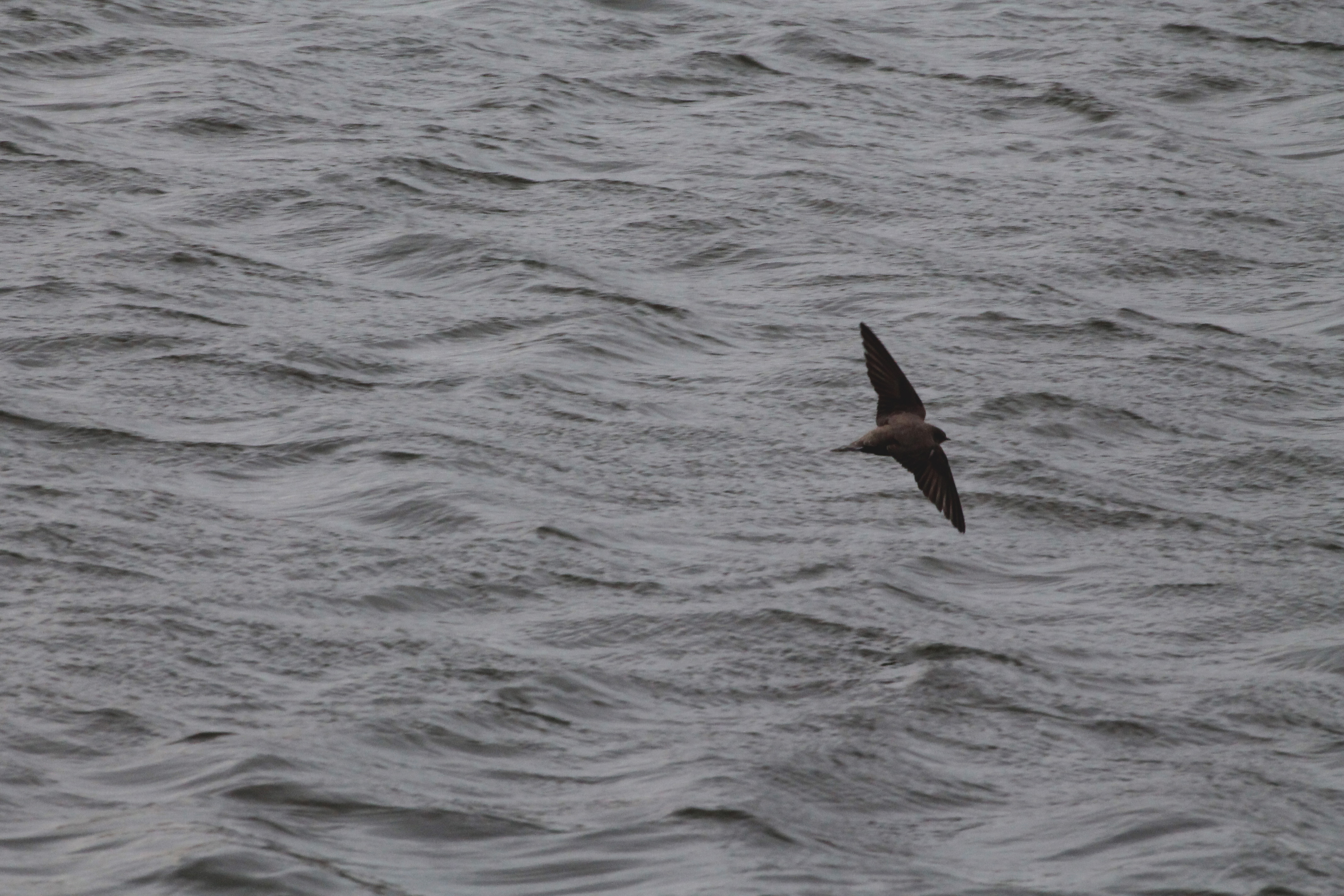
Hirondelle de rochers dans le Canal Major.
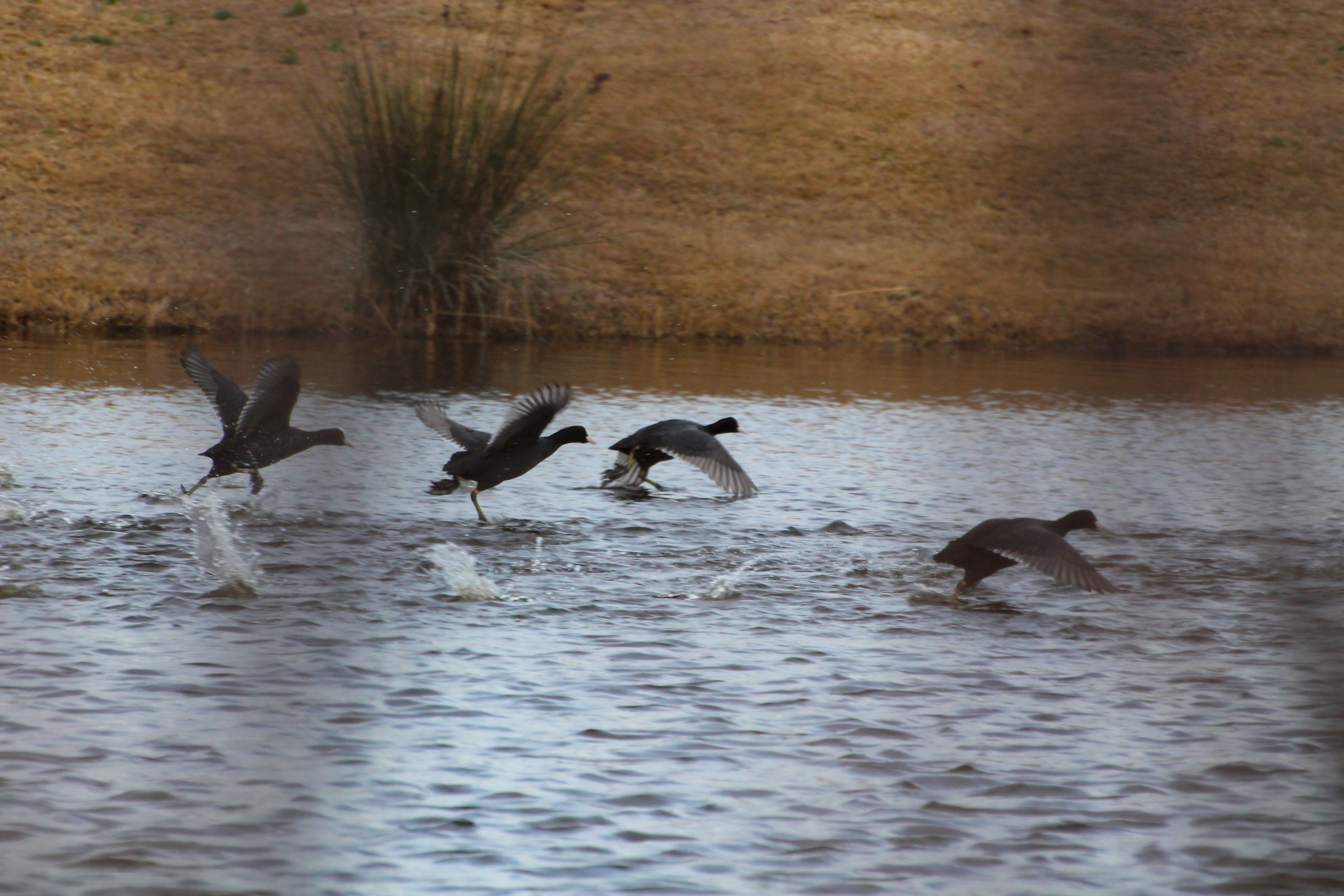
Foulque macroule dans le Canal Major.